# HashClash
HashClash是一个志愿者计算项目，运行在伯克利开放网络计算基础设施的软件平台上，这个项目的目的查找MD5哈希算法中的冲突。 它位于埃因霍温理工大学数学与计算机科学系，马克·史蒂文斯将该项目作为他的硕士学位论文的一部分启动。
该项目在马文·史蒂文斯完成理学硕士学位答辩后结束。 2007年6月，史蒂文斯发表了与其相关的论文。 2017年，项目的源代码公开在了GitHub 。